# Organização Representativa de Pesquisa Clínica
Uma Organização Representativa de Pesquisa Clínica (ORPC), em inglês Contract Research Organization (CRO), é uma empresa que fornece suporte para as indústrias farmacêutica, de biotecnologia e de dispositivos médicos na forma de serviços de pesquisa terceirizados por contrato. A ORPC pode fornecer serviços como desenvolvimento biofarmacêutico, desenvolvimento de ensaios biológicos, comercialização, pesquisa pré-clínica, pesquisa clínica, gestão de ensaios clínicos e farmacovigilância. As ORPC são projetadas para reduzir custos para empresas que desenvolvem novos medicamentos e medicamentos em nichos de mercado. Elas visam simplificar a entrada nos mercados de medicamentos e simplificar o desenvolvimento. As ORPC também apoiam fundações, instituições de pesquisa e universidades, além de órgãos governamentais. organizações (como a ANVISA, o FDA, EMA, etc.).
Muitas ORPC fornecem especificamente suporte para estudos clínicos e ensaios clínicos de medicamentos e / ou dispositivos médicos. As ORPC variam desde grandes organizações internacionais de serviço completo a pequenos grupos especializados de nicho.
As ORPC especializadas em estudos clínicos podem oferecer a seus clientes a experiência de mover um novo medicamento ou dispositivo desde sua concepção até a aprovação pela FDA/EMA, sem que o patrocinador do medicamento tenha que manter uma equipe dedicada para esses serviços.[carece de fontes?]
A legislação brasileira é extremamente complexa e exigente e o mercado é muito competitivo também.

## Lista de empresas no brasil
- Synova Health
- Intrials Clinical Research
- Covance
- PPD
- Icon (DOCs)
- Syneos
- PRA
- Parexel
- MedPace
- IQVIA